# Wuppertaler Kasernen
Auf den Wuppertaler Südhöhen befanden sich vier ehemals militärisch genutzte Kasernen, die zuletzt dem Verteidigungsbezirkskommando 34 des Wehrbereichskommandos III der Bundeswehr zugeordnet waren.

## Geschichte
Die Kasernen wurden im Rahmen der vom NS-Regime betriebenen Aufrüstung der Wehrmacht Mitte bis Ende der 1930er Jahre erbaut. Erste Vermessungstrupps der Wehrmacht trafen 1935 in Wuppertal ein und begannen nach einem geeigneten Gelände zu suchen. Sie wurden auf den Südhöhen entlang der Grenze der Stadtteile Elberfeld, Barmen und Ronsdorf fündig. Die auf dem vorgesehenen Gelände der sogenannten Waldkaserne II nahe den Ronsdorfer Anlagen bei Wolfskuhle gelegene Villa Braus wurde 1936 enteignet und später als Offizierskasino genutzt.
Am 17. Oktober 1936 wurde der Garnisonsvertrag mit der Stadt Wuppertal unterzeichnet. Laut diesem sollte die Garnison aus einem motorisierten Divisionsstab, einem motorisierten Artillerie-Regimentsstab, zwei motorisierten Artillerie-Abteilungen, zwei motorisierte Infanterie-Bataillonen, einer motorisierten Nachrichten-Kompanie, einer Heeresstandortverwaltung mit Waschanstalt, einem Heeresbauamt / Heeresnebenzeugamt und einem Wehrbezirkskommando mit Wehrmeldeämtern bestehen.
Die Stadt hatte ein 70,9 Hektar großes Gelände mit einem Einheitswert der Einzelgrundstücke von 150.000 Reichsmark dem Fiskus zu übereignen. Darüber hinaus verpflichtete sich die Stadt Wuppertal auf eigene Kosten das Gelände mit den erforderlichen Zugangsstraßen, Be- und Entwässerungskanäle, Gas-, Strom- und Wasserleitungen zu erschließen. Da die Stadt die Kosten von ca. 1,6 Millionen Reichsmark nicht aus ihrem Haushalt aufbringen konnte, gewährte ihr der Fiskus ein Darlehen in gleicher Höhe, das Annuitäten mit 4 % Zins und 5 % Tilgung vorsah. Darüber hinaus wurden Sondertarife für die Nutzung städtischer Einrichtungen durch die Soldaten vereinbart.
Erste Planungen schlossen sich an, die schließlich im Januar 1937 zum Baubeginn führten. Am 16. Oktober 1937 wurde der Ronsdorfer Verschönerungsverein gezwungen den Teil der Ronsdorfer Anlagen nördlich der Parkstraße (heutige Landesstraße 419) an die Wehrmacht abzutreten, die das Gelände als Teil des Standortübungsplatzes Scharpenacken in Beschlag nahm. Der Verein erhielt für die Enteignung eine Entschädigung von rund 93.000 Reichsmark.
Im November 1938 zog der Stab der neu aufgestellten 1. leichten Division, der späteren 6. Panzer-Division, in die Villa Waldesruh am Boltenberg ein. Weitere Standorte der Division waren neben Wuppertal Krefeld, Köln, Iserlohn und Mülheim an der Ruhr.
Zu den bekanntesten in Wuppertal stationierten Offizieren gehörte ab Juli 1938 der Widerstandsangehörige und Hitler-Attentäter Claus Schenk Graf von Stauffenberg, der als Zweiter Generalstabsoffizier (Ib) dem Divisionsstab der 1. leichten Division unter dem ebenfalls hier stationierten Generalleutnant Erich Hoepner angehörte.
Während des Zweiten Weltkriegs waren in Wuppertal verschiedene Infanterie-, Grenadier-, Artillerieersatz- und Ausbildungsbataillone stationiert. Mit Ende des Krieges und der Kapitulation der Wehrmacht wurde die Garnison aufgelöst und die militärischen Einrichtungen von den britischen Streitkräften übernommen. Diese richteten zunächst 1946 eine Verwaltungsdienststelle für die Betreuung der Kasernen ein und stationierten in den Folgejahren in allen vier Kasernen mehrere Truppeneinheiten.
Zwei Monate nach Inkrafttreten des Wehrpflichtgesetzes vom 21. September 1956 nahm das Kreiswehrersatzamt Wuppertal als erste Dienststelle der Bundeswehr seine Tätigkeit auf. Es folgte am 1. Juli 1957 die Standortverwaltung. Nach dem Bezug der Sagan-Kaserne durch erste Bundeswehreinheiten wurde 1962 die Standortkommandantur eingerichtet und 1963 der Standortübungsplatz Scharpenacken übernommen. Die ersten Standortkommandeure waren Hauptmann Freese und Major Berg. Die Standortkommandantur wurde mit dem Aufstellungsvertrag vom 1. März 1965 von dem Verteidigungskreiskommando 324 abgelöst, so dass dessen Kommandeur nun zugleich Standortältester war.
Die Standortältesten waren:
- Oberstleutnant Kaupisch-Jüchter (ab 1. April 1965)
- Oberstleutnant Panten (ab 1. April 1966)
- Oberstleutnant Volle (ab 1. April 1969)
- Oberstleutnant Giraud (ab 1. April 1971)
- Oberstleutnant Fleck (ab 1. April 1975)
- Oberstleutnant Küpers (ab 1. Juni 1985)
- Oberstleutnant Schwabe (ab 1. Oktober 1988)
- Oberstleutnant Knabe (ab 1. April 1991)
- Oberstleutnant Hoeglauer (ab 1. Oktober 1993)
- Oberst Hoffmann (ab 1. April 1994)

Der Standort Wuppertal wurde mit der Ratifizierung des KSE-Vertrags am 8. November 1991 zur „gemeldeten Inspektionsstätte“. Die einzige Inspektion der vertraglich erfassten Panzerjägerkompanie 200 und des Raketenartilleriebataillons 72 in Wuppertal fand ohne Ankündigung am 8. Juli 1993 statt.
Ab 1992 begann die Truppenreduzierung. Die Panzerjägerkompanie 200 wurde bis zum 30. September 1992 nach Hemer verlegt, das umgegliederte Raketenartilleriebataillon 72 bis zum 30. September 1993 nach Wesel. Zu diesem Datum wurde das Fernmeldebataillon 810 ganz und das Pipelinepionierbataillon 800 aufgelöst. Die aus dem Bataillon entstandenen neuen Truppenteile wurden nach Höxter und Emden verlegt.
Zwischen 1993 und 2004 wurde der Standort aufgegeben und die einzelnen dazugehörigen Liegenschaften sukzessive der Konversion zugeführt. Als letzte Einrichtung wurde 2006 die Standortverwaltung geschlossen. 2011 wurde der 1936 enteignete Teil der Ronsdorfer Anlagen von dem Ronsdorfer Verschönerungsverein wieder zurückgekauft.

### Saarburg-Kaserne (Bangor Barracks / Generaloberst-Hoepner-Kaserne (1969 bis 1993))

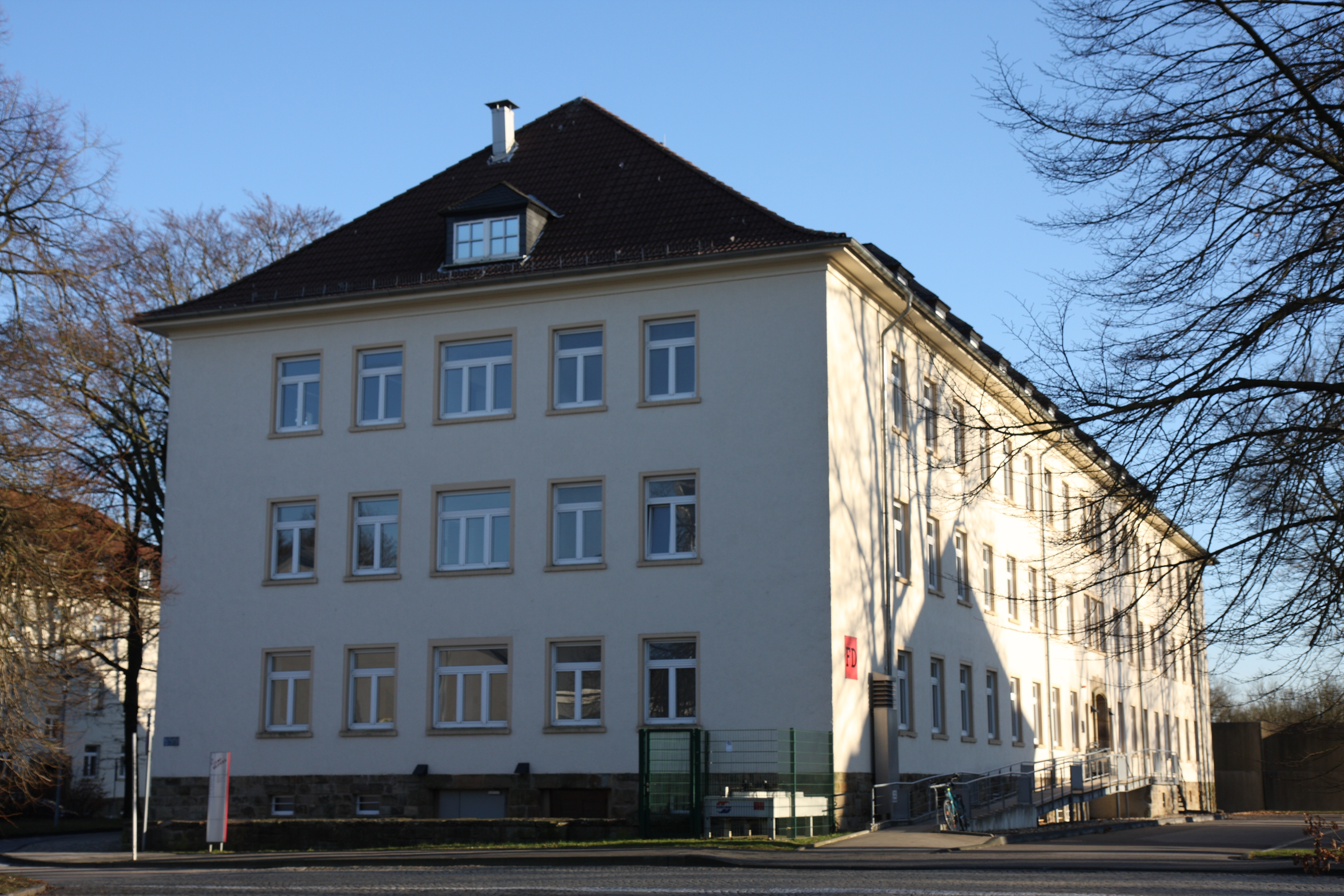
Ein Gebäude der Saarburg-Kaserne (2008), nun Biblisch-Archäologisches Institut Wuppertal

Die Saarburg-Kaserne (51° 14′ 23″ N, 7° 9′ 42″ O), benannt nach dem Lothringer Ort Sarrebourg, wurde auf dem Freudenberg in Wuppertal-Elberfeld erbaut. Sie wurde am 15. März 1938 von der II. Abteilung des Artillerieregiments 76 unter dem Kommando von Major Stoephasins bezogen, das zuvor im niederschlesischen Żagań (dt. Sagan) stationiert war.
Nach dem Zweiten Weltkrieg wurde sie von der britischen Armee genutzt, die sie in „Bangor Barracks“ umbenannten. Zwischen August 1947 und Dezember 1951 war die Kaserne Hauptquartier der frisch aufgestellten 6th Infantry Brigade. Weitere dort stationierte Einheiten waren 2 Section, 4 Gds Pro Coy RMP (ca. 1961), 111 Company (GW) RASC (ca. 1961), 6 Company, RASC (ca. 1961) und 6 Sqn RCT (ca. 1965). Auf dem Gelände befand sich zudem eine Infant and Primary School (Grundschule) für die Kinder der Armeeangehörigen.
Vom 2. November 1965 bis zum 1. April 1966 wurde sie blockweise an die Bundeswehr übergeben. 1969 wurde sie in Generaloberst-Hoepner-Kaserne umbenannt. Hier war das Pipelinepionierbataillon 800 stationiert, das den Personalkader für das Pipelinepionierregiment stellte. 1993 endete die militärische Nutzung.
Nach Abzug der Bundeswehr wurden drei Viertel der Kaserne für etwa 60 Millionen Mark zu einem Campus Freudenberg der Bergischen Universität Wuppertal umgebaut, der seit 2003 den Fachbereich E (Elektrotechnik, Informationstechnik und Medientechnik, heute genannt Fakultät 6) beherbergt. Neben Neubauten wurden die alten Gebäude modernisiert und für die neuen Bedürfnisse umgebaut. Auf den restlichen Teilen des Geländes wurden Wohngebäude errichtet.

### Sagan-Kaserne (Anglesey Barracks / Manchester Barracks)

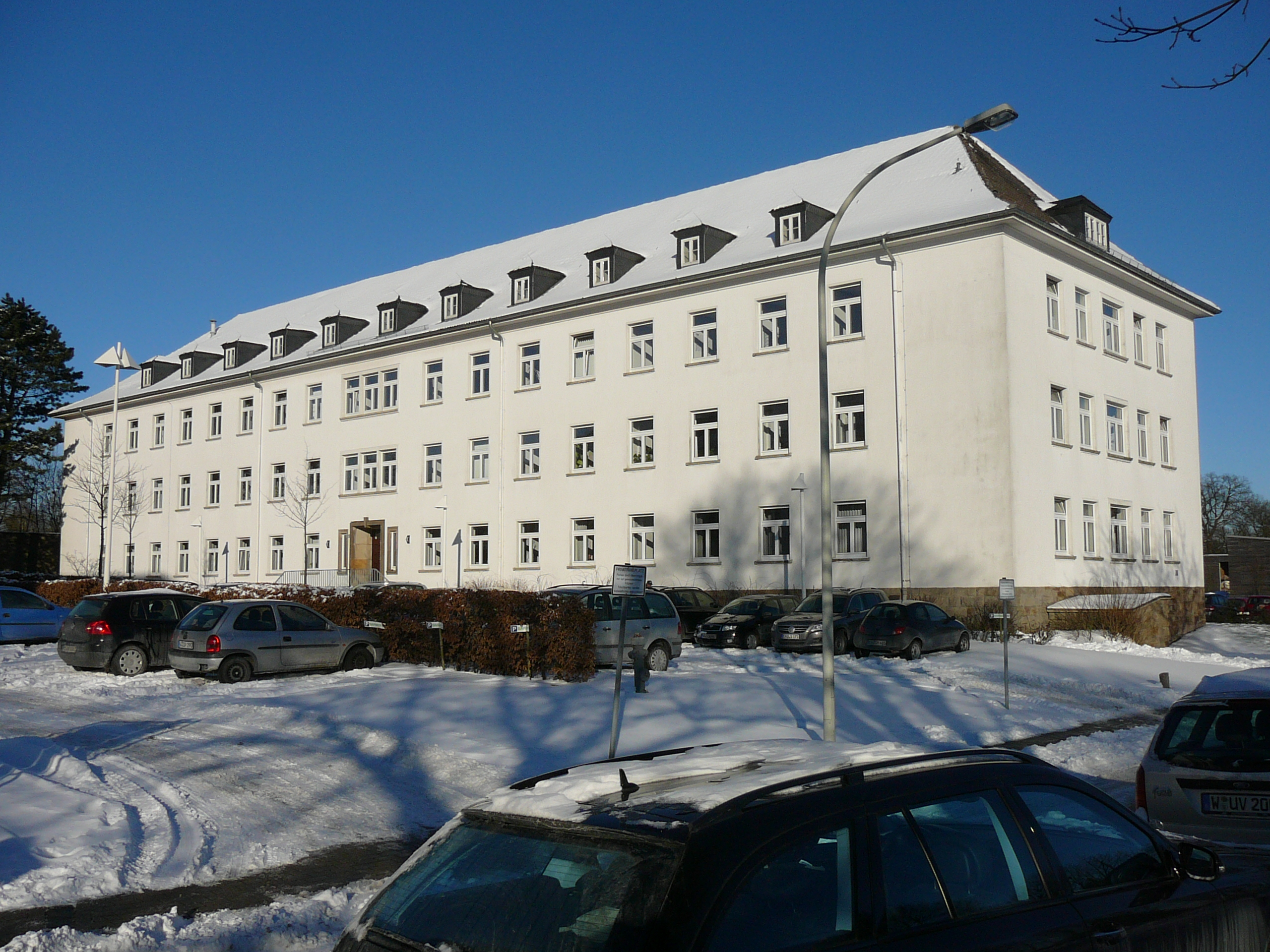
Ein Gebäude der Sagan-Kaserne (2009)

Die Sagan-Kaserne (51° 14′ 13″ N, 7° 9′ 37″ O) wurde 1936/37 erbaut und am 15. Mai 1938 von der I. Abteilung des Artillerieregiments 76 aus Sagan unter dem Kommando von Major Polzer bezogen, das 1942 die Kaserne wieder verließ.
Die Kaserne wurde nach dem Zweiten Weltkrieg ebenfalls von den britischen Streitkräften genutzt. Die Kaserne wurde zunächst „Anglesey Barracks“ benannt. Zuerst quartierten sich 1946 die aus Österreich kommenden The North Irish Horse ein, dann am 7. Juni des gleichen Jahres die 14th/20th King's Hussars. Mit der Stationierung des 1st Battalion The Manchester Regiment (4th Infantry Brigade Group) unter dem Kommando von Lieutenant Colonel Charles Archdale (Juli 1948 bis März 1950) fand eine Umbenennung in „Manchester Barracks“ statt.
Weitere stationierte Einheiten waren von 1950 bis 1952 das 1st Battalion Welsh Guards, 1952 das 1st Battalion The Somerset Light Infantry (Prince Albert's) und von April 1954 bis März 1957 das 1st Battalion Royal Ulster Rifles (6th Infantry Brigade).
Die Bundeswehr übernahm diese Liegenschaft als erste der vier Wuppertaler Kasernen im Mai 1957. Mit dem Feldjägerbataillon III wurde am 1. Oktober 1957 der erste Bundeswehrverband im Wuppertaler Standort stationiert. Die Bundeswehr nutzte die Kaserne im Anschluss bis 1993 durch das Fernmeldebataillon 810 (mFmBtrbBtl 810 und FmAKp 811).
Auf dem Gelände siedelten sich 1998 das Entwicklungszentrum und die Deutschlandzentrale von Delphi sowie in den modernisierten Kasernengebäude das Wuppertaler Technologiezentrum W-tec an.

### Colmar-Kaserne (Harding Barracks)

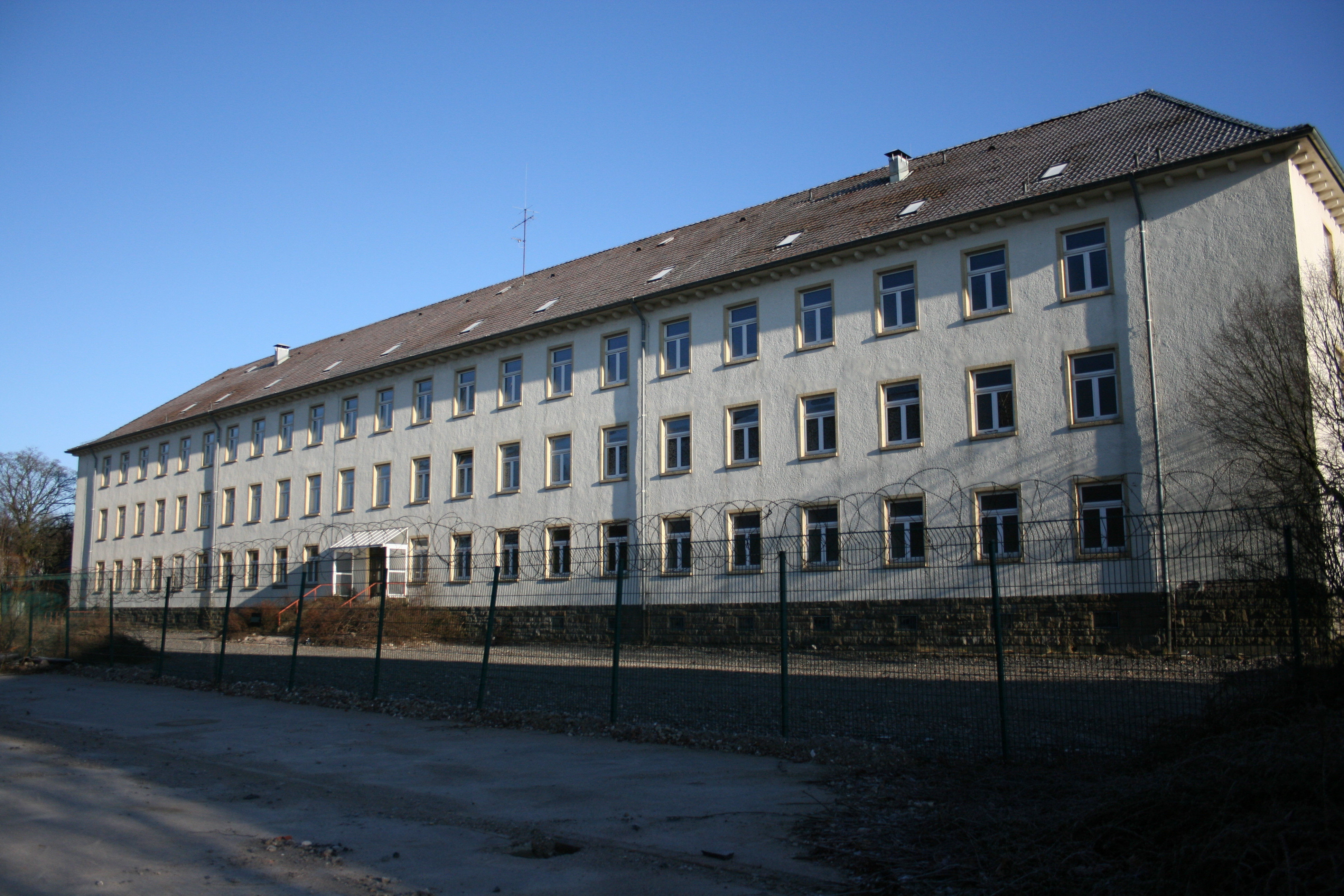
Ein Gebäude der Colmar-Kaserne (2008)

Auf Lichtscheid in Wuppertal-Barmen wurde eine weitere Kaserne (51° 14′ 29″ N, 7° 11′ 40″ O) errichtet, die nach der elsässischen Stadt Colmar benannt wurde und im November 1938 von dem III. Abteilung Kavallerieschützenregiment 4 unter dem Kommando von Oberstleutnant Höfer bezogen wurde.
Auch sie war nach dem Zweiten Weltkrieg unter dem Namen „Harding Barracks“ in britischer Hand. Stationiert waren hier unter anderem 1946 das 2nd Battalion South Wales Borderers, von Februar 1947 bis Dezember 1947 das 2nd Battalion Grenadier Guards (4th Infantry Brigade Group), von Dezember 1951 bis Mai 1952 das 1st Battalion Royal Scots, von Oktober 1952 bis Oktober 1953 das 2nd Battalion Sherwood Foresters, von November 1956 bis Juni 1956 das 1st Battalion Suffolk Regiment (alle 6th Infantry Brigade), von 1958 bis 1962 das 3rd Battalion The Royal Green Jackets, von 1962 bis 1964 das 1st Battalion The King's Own Royal Border Regiment, von 1965 bis Januar 1966 das 1st Battalion Grenadier Guards und von Januar 1966 bis März 1968 das 2nd Battalion Grenadier Guards (letzte beiden 4th Guard Brigade Group).
Als letzte der Wuppertaler Kasernen wurde sie ebenfalls blockweise bis zum 21. Oktober 1969 an die Bundeswehr übergeben. Hier waren zunächst die Standortbekleidungskammer, das Verteidigungskreiskommando 324 (danach in der Saarburg-Kaserne), das Heimatschutzkommando 15, die dazugehörende Stabskompanie, die Panzerjägerkompanie 440 und die Panzermörserkompanie 440 untergebracht. Vom 1. Oktober 1981 bis 1993 war hier das Raketenartilleriebataillon 72 der Bundeswehr stationiert, ebenso die Panzerjägerkompanie 200 und das Ausbildungsbataillon 203 der Panzerbrigade 20. Auf dem Gelände befand sich auch die Standortfernmeldeanlage für den Standort Wuppertal. An die Kaserne grenzte der Standortübungsplatz Scharpenacken.
Ab 1994 wurden zwei Kompaniegebäude der Kaserne temporär als städtisches Übergangswohnheim für Asylbewerber und Aussiedler und als Wohnblock für Bereitschaftspolizisten genutzt. Andere Teile wurden mit der benachbarten Diedenhofen-Kaserne (neue Generaloberst-Hoepner-Kaserne) zusammengelegt. Die Entwicklung des Geländes erfolgt ebenfalls zusammen mit dem der Diedenhofen-Kaserne. 
Bis Ende 2008 wurden die am Scharpenacker Weg liegenden Wagenhallen der Kaserne abgetragen, um dort Platz für eine Wohnbebauung zu schaffen. Diese Fläche umfasste 11,4 Hektar. Bis auf eine Ausnahme blieben die Kompanie- und Stabsgebäude mit einer Fläche von 6,1 Hektar erhalten. Im Oktober 2009 wurde ein direkt an der Oberbergischen Straße liegendes, zuvor als Übergangswohnheim genutztes Kompaniegebäude abgerissen. Ein im Süden des Geländes ebenfalls direkt an der Oberbergischen Straße liegendes Kompaniegebäude rottet derweil (Stand Juni 2021) weiter vor sich hin, während die verbliebenen beiden Kompaniegebäude saniert wurden und als Haus 4 (Heinz-Fangman-Straße 2, seit 2010) und Haus 5 (Heinz-Fangman-Straße 4, seit 2014) das Gebäude-Ensemble des Technologiezentrums Wuppertal (W-tec) vergrößern.

### Diedenhofen-Kaserne (Waldkaserne / Keightley Barracks / Generaloberst-Hoepner-Kaserne (ab 1994))
Die Diedenhofen-Kaserne (51° 14′ 21″ N, 7° 12′ 5″ O) in Wuppertal-Ronsdorf, benannt nach der Stadt Diedenhofen in Lothringen, wurde ab 1937 als Waldkaserne errichtet. Am 3. September 1939 wurde das Richtfest gefeiert und nach der Fertigstellung im Frühjahr 1939 von Oberstleutnant Versen und seiner I. Abteilung Kavallerieschützenregiment übernommen. 1941 wurde die Waldkaserne in Diedenhofen-Kaserne umbenannt.
Nach dem Zweiten Weltkrieg wurde sie am 24. April 1946 in ein behelfsmäßiges Krankenhaus mit dem Namen „Deutsches Lazarett Wuppertal-Ronsdorf“ umgewandelt, dann am 31. Juli 1951 wie die anderen Kasernen von den britischen Streitkräften beschlagnahmt und genutzt. Während dieser Zeit hieß sie „Keightley Barracks“, benannt nach General Sir Charles Frederic Keightley (1901–1974).
Stationiert waren hier von November 1951 bis November 1952 das 1st Battalion Royal Scots Fusiliers, von Dezember 1952 bis Juni 1955 das 2nd Battalion Durham Light Infantry, von Juni 1955 bis November 1957 das 1st Battalion Buffs (Royal East Kent Regiment), von Januar 1960 bis November 1960 das 1st Battalion The Loyal Regiment (North Lancashire) (alle 6th Infantry Brigade), von November 1960 bis Juni 1962 das The Loyal Regiment (North Lancashire), von Juni 1962 bis April 1964 das 1st Battalion King’s Own Royal Border Regiment / The Prince of Wales's Own Regiment of Yorkshire und von Mai 1964 bis 1965 das 1st Battalion Grenadier Guards (alle 4th Infantry Brigade Group / 4th Guards Brigade Group).
Der erste Bundeswehrsoldat am Standort wurde am 1. Oktober 1957 in einem Teilbereich der Kaserne stationiert. Fast zeitgleich mit der Sagan-Kaserne wurde am 1. Dezember 1965 die Diedenhofen-Kaserne endgültig der Bundeswehr übergeben. Erster Nutzer war das Flugkörpergeschwader 2. Am 1. April 1970 wurde das Flugabwehrbataillon 110 aufgestellt, das am 1. Oktober 1980 in Flugabwehrregiment 100 umbenannt wurde. Untergebracht war auch die Ausbildungskompanie 7/7.
Bis zur endgültigen Aufgabe des Standorts Wuppertal 2004 wurde sie für die Stabsbatterie des am 1. April 1993 aufgestellten gemischten Flugabwehrregiments 1 (H), das Panzerflugabwehrraketenbataillon 100 (H), die leichte Flugabwehrraketenbatterie 100 (H), das Kraftfahrausbildungszentrum Wuppertal (SKB) und ein kleines Sanitätszentrum des Panzerflugabwehrraketenbataillons genutzt. Am 8. August 1994 übernahm sie den Namen Generaloberst-Hoepner-Kaserne, den zuvor die ehemalige Saarburg-Kaserne auf dem Freudenberg getragen hatte. Sie grenzte ebenfalls an den Standortübungsplatz. Die Kaserne umfasste eine Fläche von 6,7 Hektar für die Kompanie- und Stabsgebäude und 8,7 Hektar für LKW-Hallen und dem Exerzierplatz. Weitere 6,1 Hektar innerhalb des Kasernengeländes waren bewaldet.

#### Unterschutzstellung als Baudenkmal und Konversion
2003 wirkte das Rheinische Amt für Denkmalpflege darauf hin, die gesamte Kaserne unter Baudenkmalschutz zu stellen. Die Bezirksregierung Düsseldorf erließ eine Verfügung, alle Gebäude inklusive der technischen Hallen, den Exerzierplatz, die Einfriedung und den Langwaffenschießstand in die Baudenkmalliste der unteren Denkmalbehörde Wuppertals einzutragen, was trotz Widerspruchs seitens der Stadt weisungsgemäß am 6. Februar 2004 geschah.
Die Unterschutzstellung stieß auf Widerstand der Stadt Wuppertal, die das Kasernengelände als Gewerbegebiet nutzen wollte. Die Stadt arbeitete mit der Bezirksregierung einen Kompromiss über den Umfang der Unterschutzstellung aus: Zwei Drittel des Geländes durften laut diesem bebaut werden, die technischen Hallen bis auf eine Ausnahme durften abgerissen werden. Die Kompanie- und Stabsgebäude sollten erhalten bleiben. Trotz des ausgehandelten Kompromisses hielt die Stadt ihren Widerspruch gegen die Unterschutzstellung aufrecht.
2007 verkaufte die Stadt das Gelände zusammen mit dem der benachbarten Colmar-Kaserne (zusammen ca. 39,8 Hektar) an eine niederländische Projektentwicklungfirma, die dort ab Ende 2008 neben Wohnbebauung einen sogenannten Engineering Park Wuppertal errichtete. Die ebenfalls dort befindliche Villa Braus stand bereits zuvor unter Denkmalschutz und wurde in das Projekt integriert. Bis zum November 2008 wurden trotz des Kompromisses alle Kompanie- und Stabsgebäude sowie alle technischen Hallen abgetragen und anschließend zusammen mit dem Exerzierplatz überbaut. Der Langwaffenschießstand wurde 2012 von der Justizvollzugsanstalt Wuppertal-Ronsdorf überbaut.

### Standortverwaltung

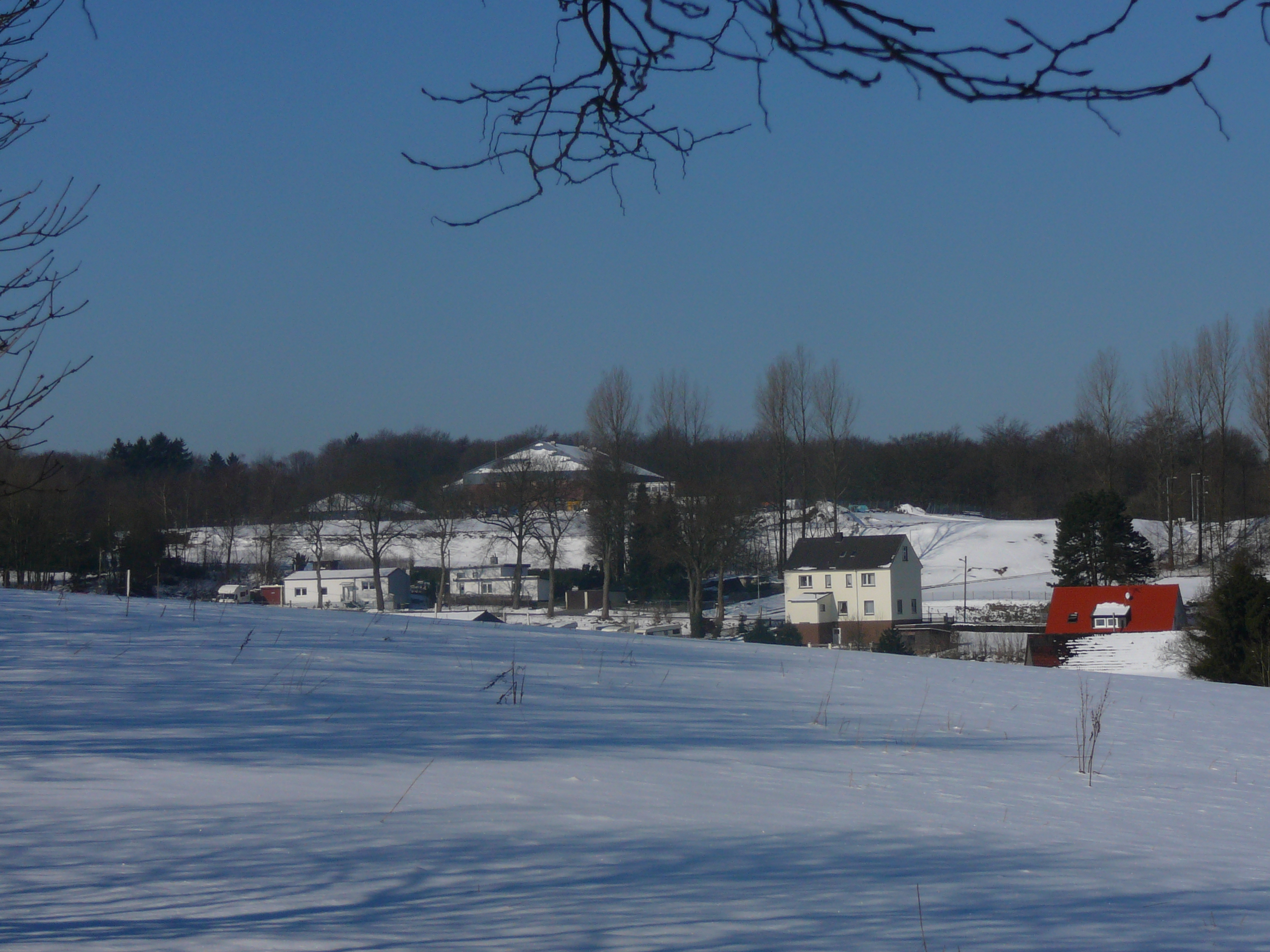
Die Standortverwaltung, Hintergrund (2009)

Die Standortverwaltung nahm ihren Betrieb am 1. Juli 1957 auf. Sie befand sich, 2,2 Hektar Fläche umfassend, östlich der GOH-Kaserne, ebenso wie Teile des Truppenübungsplatz Scharpenacken und der Schießstand. Im Jahre 2007 wurden Pläne vorgestellt, auf einem großen Teil dieses Areales eine Polizeikaserne, zwei Landesschulen und die Justizvollzugsanstalt Wuppertal-Ronsdorf zu errichten. Letztere wurde 2009 bis 2011 errichtet und im August 2011 eröffnet. Die noch Anfang der 1990er Jahre neu erbauten Gebäude der Standortverwaltung stehen leer und sollen zum Teil in die noch zu erbauende Polizeikaserne integriert werden.

### Standortübungsplatz, Munitionsniederlagen und Schießstand
Der 254 Hektar große Standortübungsplatz Scharpenacken grenzte an die Colmar-Kaserne und die Diedenhofen-Kaserne. Auf dem Standortübungsplatz lag bei dem Weiler Erbschlö ein Langwaffenschießstand und eine Standortmunitionsniederlage, die bis 2010 von der neuen Justizvollzugsanstalt Wuppertal-Ronsdorf überbaut worden ist. Die 24,8 Hektar große Standortmunitionsniederlage Wuppertal für die Flugabwehrwaffen des Standorts lag auf der Stadtgrenze zwischen Radevormwald und Halver.